# Henry Bing
Henry Bing (* 23. August 1888 in Paris; † 3. Juni 1965) war ein französischer Zeichner, Lithograf, Maler und Galerist, der in Deutschland vor allem als Karikaturist bekannt wurde.

## Leben und Werk
Bing war der uneheliche Sohn der Pariser Jüdin Sophie Kauffmann und des Malers Karl-Henry Bodmer-Barbizon, Sohn des Malers Karl Bodmer. Seinen Familiennamen erhielt er vom Ehemann seiner Mutter, Gaston Bing, einem Hutverkäufer. Seine Kindheit verlebte Bing in Barbizon. Er erhielt keine akademische künstlerische Ausbildung, dürfte aber bei seinem Erzeuger gelernt haben, der als Maler in Barbizon lebte.
1905 ging Bing nach München. Dort lernte er den Maler Jules Pascin kennen, der für die Satirezeitschrift Simplicissimus zeichnete. Über ihn bekam er Kontakt zu dem Blatt, und er wurde als Zeichner engagiert. Der Simplicissimus veröffentlichte dann bis 1914 fast 900 seiner gezeichneten Karikaturen und machte seinen Namen weithin bekannt. Auch die Münchner Zeitschrift Jugend brachte viele seiner Bilder.
Ende 1906 ging Bing nach Paris, wo er an der place Ravignan Quartier nahm, in der Nähe des Ateliers von Picasso. Bis 1910 gehört er zu den Stammgästen des Café du Dôme.
Er meldete sich dann in München an und wurde dort heimisch. 1909 meldet er sich einmal für Studienzwecke nach Dachau ab. 1911 heiratet er in London. Als Stammgast im Café Stefanie fand er in München Anschluss an Künstler, Literaten und Intellektuelle, darunter Erich Mühsam, Frank Wedekind, Joachim Ringelnatz, Alexander Roda Roda, Albert Weißgerber, Otto Falckenberg, Franz Marc, Alfred Ahner, Hanns von Gumppenberg, Ludwig Thoma, Marc Henry, Marya Delvard, Otto Gross, Karl Wolfskehl, Ludwig Klages und Stefan George. „Bing hatte stets einen Kreis Gleichgesinnter um sich – gleichgesinnt meine ich in der Aufgeblasenheit, dem lauten Auftreten und in ihrer Manieriertheit, mit Geld um sich zu werfen, auch wenn sie in Wirklichkeit keins hatten.“ Vor allem mit Mühsam war Bing befreundet. Einige Monate lebte er mit Leonhard Frank in einer Wohnung. Frank lässt ihn in einem seiner Werke als „Henry Ring, ein junger Franzose“ vorkommen.
Außer Karikaturen schuf Bing Gemälde und Lithografien, vor allem mit Stadt- und Landschaftsszenen. Den Verkauf seiner Arbeiten übernahmen ab 1912 die renommierten Kunsthändler Franz Josef Brakl und Hans Goltz.
Als 1914 der Erste Weltkrieg begann, wurde Bing als Franzose im Taumel der Kriegshysterie von Münchner Bürgern zweimal fast gelyncht. Er kam wegen seiner französischen Staatsbürgerschaft bis zum Kriegsende in Internierungslager u. a. in Holzminden, 1916 in der Schweiz in Fleurier, dann in Erlenbach. Damit endete seine künstlerische Tätigkeit in Deutschland. Nur mühsam konnte er seinen Lebensunterhalt sichern, indem er seine Bilder für um die 20 Mark, weit unter Wert, verkaufte. Vom Simplicissimus bekam er 50 Mark, von Jugend nichts.
Nach Kriegsende lebte Bing in Zürich, ehe er 1920 wieder nach Paris ging. 1925 gründete er dort die Galerie Bing & Co. und beteiligte sich an der Galerie Fiquet. Seine Galerie vertrieb insbesondere Werke von Henry Rousseau, Robert Delaunay, Amedeo Modigliani und Chaim Soutine. Ausstellungen zeigten u. a. 1925 Modigliani, 1927 eine Retrospektive Fauves (Fauvismus), 1927 Chaim Soutine, 1932 Max Beckmann, 1956 Serge Poliakoff und 1964 Sonia Delauny.
In Nazi-Deutschland wurden 1937 in der Aktion „Entartete Kunst“ drei seiner Bilder aus der Kunstsammlung der Stadt Düsseldorf beschlagnahmt und vernichtet.

## Rezeption
„Bings frühe Beiträge in der Jugend und im Simplicissimus orientieren sich stilistisch und inhaltlich an den Karikaturen älterer Kollegen, vor allem denen von Rudolf Wilke. Bald entwickelt er jedoch eine eigene Handschrift und entdeckt die Außenseiter der Gesellschaft als Thema. Vagabunden und Bettler, Tagelöhner und Fabrikarbeiter, Dienstmägde und Marktfrauen, aber auch Künstler, Literaten und Vertreter der Demi-Monde, oft angesiedelt in der Welt der Kaffeehäuser und Varietés, werden zu Bings bevorzugten Motiven. Seine meist auf wenige Figuren reduzierten Szenen bringt er vorzugsweise mit Tusche und Farbstift zu Papier, wobei er die physiognomische Erscheinung der Modelle stark vereinfacht, um den jeweils dahinterstehenden Menschentypus offenzulegen. Hierbei bleibt stets das empathische Auge des Künstlers spürbar.“

## Werke (Auswahl)

### 1937 als „entartet“ aus der Kunstsammlung der Stadt Düsseldorf beschlagnahmte und vernichtete Werke
- Straße in Mannheim mit Fabriken (Tusche, aquarelliert, 37,2 × 48,5 cm, 1914)
- Straße mit Turm (Tusche, aquarelliert, 43 × 30 cm, 1913)
- Landungssteg (Tusche, 42 × 31,5 cm)

### Weitere Werke (Auswahl)

#### Zeichnungen (Auswahl)
- Der Raub der Mona Lisa (Zweiteilige Bildergeschichte, 1911; Simplicissimus)[7][8]
- Paar auf der Straße (Farbstiftzeichnung mit Tusche auf Papier. 30,5 × 22,5 cm)[9]

#### Druckgrafik (Auswahl)
- Au camp. Kümmerly & Frey, Bern, 1917 (Pressendruck mit 20 farbigen Original-Lithografien; Auflage 580)
- Pariser Straßenbilder (zwölf Lithografien; als Mappenwerk mit den Originalabzügen im Verlag Langen, München, um 1920)

## Ausstellungen (vermutlich unvollständig)

### Einzelausstellungen
- 1912: München, Kunsthaus Franz Josef Brakl
- 1914: München, Galerie Neue Kunst – Hans Goltz
- 1920: Zürich, Zunfthaus zur Meise (Gemälde; mit Georges D’Espagnat und Charles Humbert)

### Retrospektive Ausstellungen
- 1996 Wilhelmshaven, Kunsthalle, und Würzburg, Städtische Galerie, und
- 1997 Darmstadt, Kunsthalle, und Delmenhorst, Städtische Galerie Haus Coburg („Café du Dôme. Deutsche Maler in Paris. 1903–1914.“)
- 2015: Apolda, Kunsthaus Apolda Avantgarde („Die Dômiers. Der deutsche Künstlerkreis des Café du Dôme in Paris“)